# Toxikoma
A Toxikoma Herendi Gábor 2021-ben bemutatott, Szabó Győző azonos című önéletrajzi írásán alapuló filmdrámája.

## Cselekmény
A film a két főhős, a drogos alfahím (Szabó Győző szerepében Molnár Áron) és az Istent játszó, de eltökélten segíteni akaró pszichiáter (Csernus Imre szerepében Bányai Kelemen Barna) egymásnak feszüléséről és baráttá válásáról szól. A könyv a színész életének legnehezebb éveit eleveníti fel, egy hosszú évekig tartó drogos zuhanást, melynek végén minden szétesik körülötte, és végül rászánja magát az elvonókúrára. Itt találkozik Csernus doktorral, s az innen induló két domináns férfi egója közötti harcot, összecsapásokat mutatja be. Mindketten bejárják a saját útjukat és megtanulnak valamit a másiktól, amitől a saját életüket is jobb irányba fordítják. Szabó és Csernus egymással harcol, de egy ponton mindkettejüknek el kell jutni a felismerésig, hogy csak közösen juthatnak előre, és hogy van valami, amiben csak a másik segíthet rajtuk.

## Szereplők
- Molnár Áron – Szabó Győző
- Bányai Kelemen Barna – Csernus Imre
- Török-Illés Orsolya – Éva
- Sodró Eliza – Lili
- Rajner-Micsinyei Nóra – Olga
- Mészáros Piroska – nővérke
- Gáspár Tibor – igazgató
- Mezei Léda – Fanni
- Marosi Lilien - Szabó Győző lánya
- Baranyi László – sminkes
- Holecskó Orsolya – Margit
- Czukor Balázs – díler
- Csuja Fanni – Judit
- Tóth Anita – Bea
- Bercsényi Péter – színész
- Rubóczki Márkó – rezidens
- László Lili – rajongó lány
- Maszlay István – rendező
- Konfár Erik – Bengál
- Homonnai Katalin – Tünde
- Hermányi Mariann – drogos lány
- Valiszka László – ügyelő
- Tóth András – Károly
- Kovács Krisztián – Zsolt
- László Lili – rajongó lány
- Nagy Péter – színész
- Wessely Zsófia – óvónő

## Nézettség, bevétel
A nézettségi adatok szerint 107 454 jegyet adtak el rá, és ezzel az eredménnyel mintegy 162 651 970 forint bevételt termelt a jegypénztáraknál.

## Díjak
- Bujtor István-díj (2022)[2]